# Liberty (Motor)

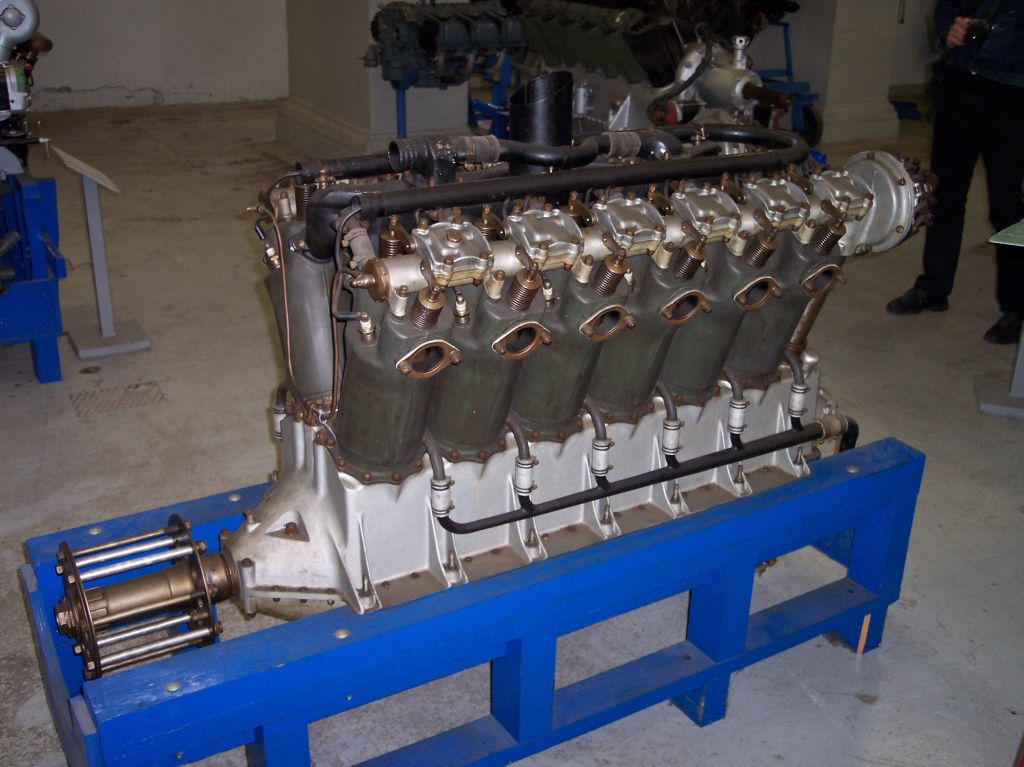
Liberty L-12-1

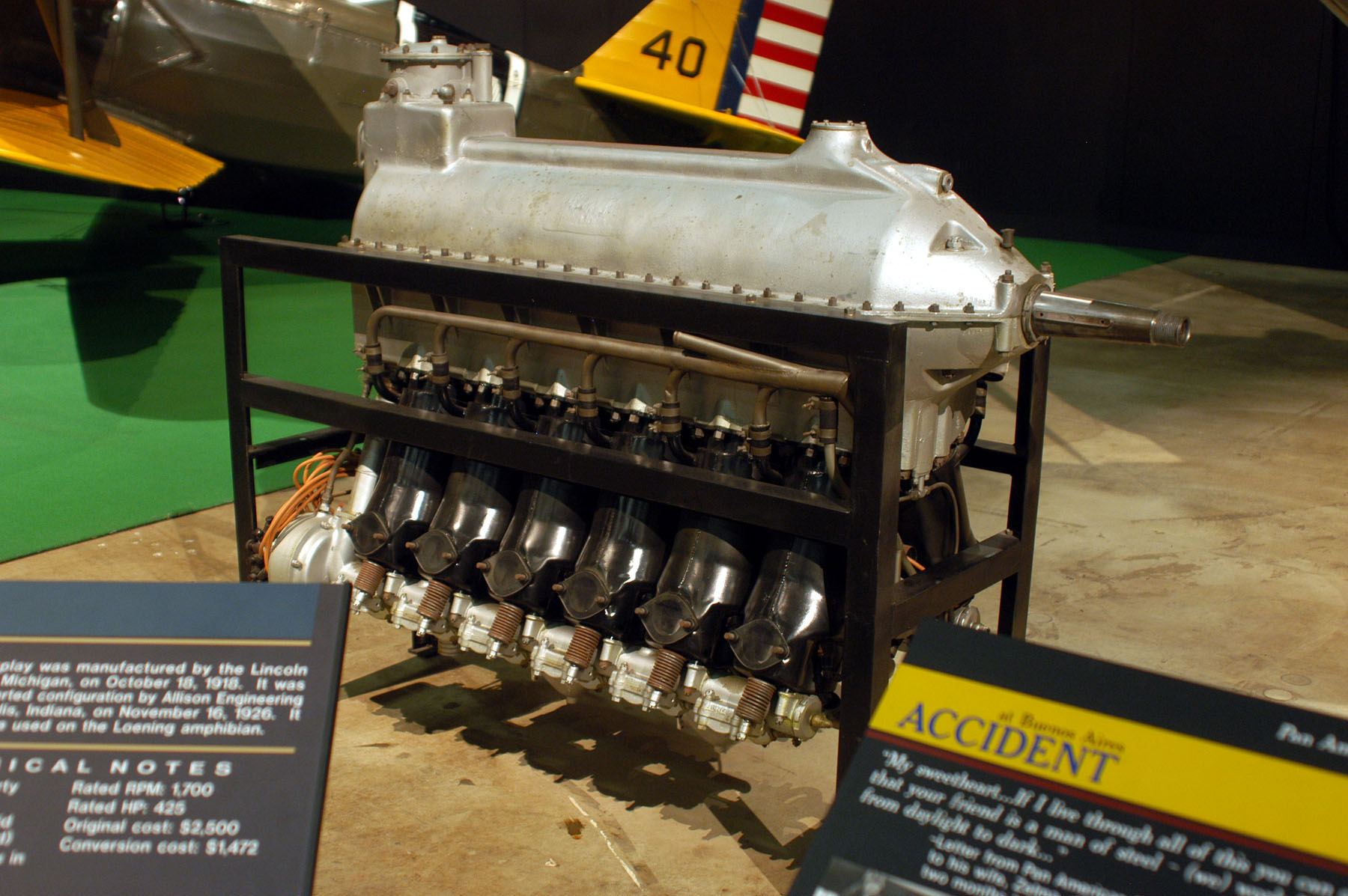
Liberty L-12A mit hängenden Zylindern

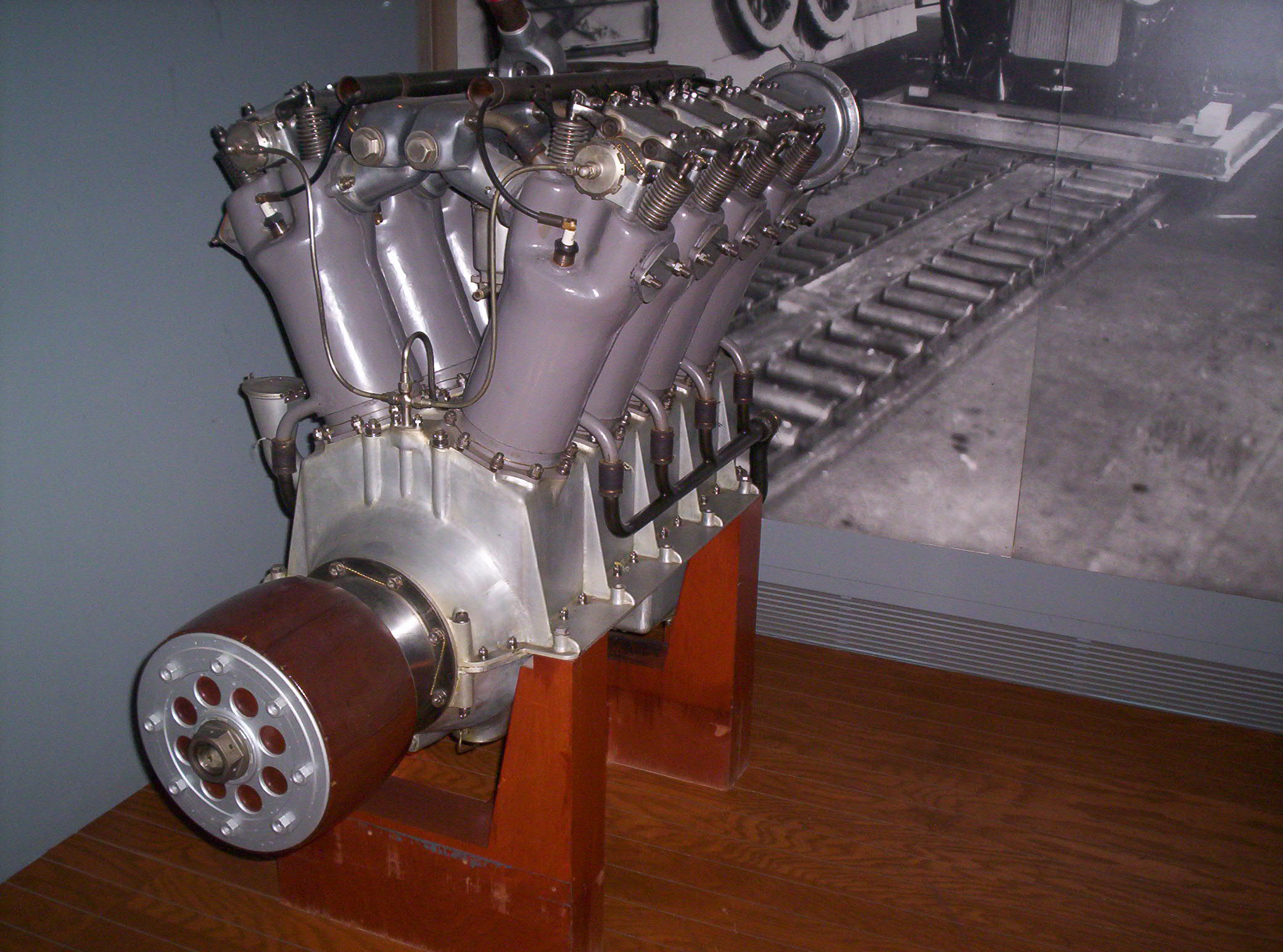
Liberty L-8 (in etwa 100 Exemplaren gebaut) – im Bild der erste gebaute mit der Nummer 001

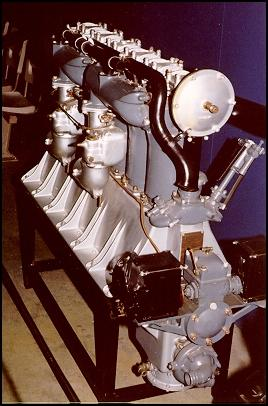
Liberty L-6 (in 3 Exemplaren gebaut)

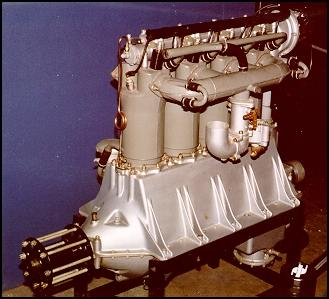
Liberty L-4 (nicht in Serie gebaut)

Der Liberty (englisch für Freiheit) war ein US-amerikanischer Flugmotor, der während des Ersten Weltkrieges entwickelt und ab 1917 gebaut wurde. Der Motor, der letztlich – statt wie geplant auch mit Vierzylinderbänken – in Großserie nur mit Sechszylinderbänken in einer Version als 45°-V12 unter der Bezeichnung Liberty L-12 gefertigt wurde, leistete etwa 400 PS (294 kW), was damals einen enormen Wert darstellte. Es gab auch eine Version mit hängenden Zylindern mit der Bezeichnung Liberty L-12A bzw. für militärische Zwecke Packard V-1650. Der Liberty galt als gelungene Konstruktion und war richtungsweisend für viele Flugmotoren der 1920er- und 1930er-Jahre.

## Geschichte

### Vorgeschichte
Dieser Flugmotor wurde von Jesse G. Vincent, Chefkonstrukteur der Packard Motor Car Co., und Elbert J. Hall, einem der beiden Chefs der Hall-Scott Motor Car Company, im Regierungsauftrag entwickelt. Von vornherein war eine komplette Motorserie mit 4- und 6-Zylinder-Reihenmotoren sowie 8- und 12-Zylinder-V-Motoren vorgesehen, um dem bestehenden Leistungsdefizit der bisherigen US-amerikanischen Motoren zu begegnen und nicht mehr nur auf importierte Flugmotoren aus Europa wie beispielsweise von Renault oder Sunbeam angewiesen zu sein.

### Entwicklung
Die Motoren bekamen die Bezeichnung Liberty L-4, Liberty L-6, Liberty L-8 und Liberty L-12. Der Motor wurde nach offiziellen Angaben innerhalb von sechs Tagen konstruiert. Der Liberty-Flugmotor gilt als einer der ersten modular aufgebauten Motoren und wurde von vornherein auf eine möglichst rationelle Fertigung hin optimiert. So konnten zwei Vierzylinderbänke bzw. Zylinderköpfe für einen V8-Motor verwendet werden, entsprechend ergaben zwei Sechszylinderbänke und Zylinderköpfe einen V12-Motor. Eine Besonderheit der Liberty-V-Motoren war der relativ enge Zylinderwinkel von 45°, der so gewählt wurde, um die Abmessungen des Triebwerks kompakter zu halten und so die Stirnfläche und damit den Luftwiderstand der anzutreibenden Flugzeuge zu reduzieren. Um eine wie gefordert hohe Motorleistung zu erreichen, wurden in Anlehnung an den Bau von Rennwagen-Motoren eine obenliegende Nockenwelle (OHC-Ventilsteuerung), Leichtmetall-Kolben, Wasserkühlung sowie ein hemisphärischer Brennraum vorgesehen. Die Zylinderbohrung und der Hub betrugen bei allen Versionen einheitlich 127 mm (5 in)×178 mm (7 in), der Hubraum pro Zylinder lag bei 2253 cm³ (137,49 in³), eine obenliegende Nockenwelle für jede Zylinderbank betätigte zwei Ventile pro Zylinder. Die Gesamthubräume der einzelnen Versionen umfassten 9013 cm³ (549,94 in³) beim L-4, 13.519 cm³ (824,92 in³) beim L-6, 18.026 cm³ (1099,89 in³) beim L-8 sowie 27.039 cm³ (1649,86 in³) beim L-12. Die Startleistung des L-12 wurde mit 448 PS (330 kW) bei 2000/min, die Steigleistung bei 400 PS (294 kW) bei 1700/min sowie die Dauerleistung im Reiseflug bei 340 PS (250 kW) bei 1400/min angegeben. Mit diesen Leistungswerten gehörte der Liberty L-12 zu den stärksten Flugmotoren jener Zeit.
Im Jahre 1919 stellte Sanford Alexander Moss mit einem Packard-Lepère-Doppeldecker mit einer Höhe von 28.500 ft (ca. 8.690 m) einen neuen Höhenweltrekord für Motorflugzeuge auf. Sein Liberty-L-12-Motor war mit einem von Moss entwickelten Turbolader versehen; er war der erste turboaufgeladene Ottomotor.

### Serienbau des L-12
Der erste Prototyp, ein V8, lief am 3. Juli 1917 auf dem Prüfstand. Die Leistungsdaten waren so überzeugend, dass sofort eine Produktion von zunächst 100 V8-Motoren angeordnet wurde. Man erkannte jedoch recht bald, dass die 8-Zylinder-Variante die Leistungsanforderungen vor allem wegen des gestiegenen Gewichts der neueren Flugzeuge nicht lange würde erfüllen können, daher bewilligte der US-Kongress bald 240 Millionen Dollar für die Fertigung von 45.250 V12-Motoren bei Packard, Ford, Buick, Cadillac, Lincoln und Marmon, einer Tochtergesellschaft des Mühlenbauers Nordyke Marmon & Company. Bis zur Einstellung der Produktion des Liberty L-12 als letztlich einzige in Großserie hergestellte Version im Jahre 1919 wurden 20.478 dieser Motoren gebaut, von denen 6000 in Flugzeuge eingebaut wurden. Die restlichen Motoren waren zunächst als Reserveteile vorgesehen und wurden nach dem Krieg verkauft.

### Verwendung nach 1919

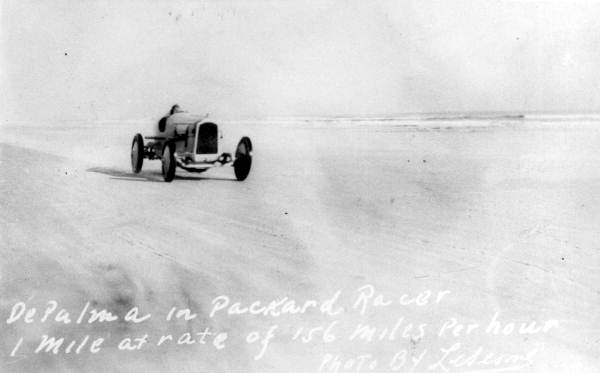
Packard 905 mit L-12-Motor, gefahren von Ralph DePalma. Er stellte damit am 12. Februar 1919 den Geschwindigkeits-Weltrekord auf ein.

Zahlreiche überzählige Liberty L-12 kamen daraufhin in den freien Handel und wurden oftmals bei der zivilen Luftfahrt oder im Motorsport verwendet.
Die Produktion des Motors wurde jedoch in Europa fortgesetzt, nachdem Großbritannien eine Lizenz für den L-12 erworben hatte und diesen bei der Firma Nuffield als Nuffield Liberty noch bis 1943 als Panzermotor herstellte.

### Variante L-12A (Packard V-1650)
Eine Variante des V12-Motors mit nach oben gelegter Kurbelwelle und hängenden Zylindern wurde als Packard V-1650 bzw. für den zivilen Einsatz als Liberty L-12A bezeichnet (in der Literatur auch Liberty 12-A genannt) und noch bis 1926 gebaut.
Genau dieselbe Bezeichnung Packard V-1650 wurde aufgrund der identischen Hubraum-Konfiguration von 1650 in³ (27.038,66 cm³) noch einmal während des Zweiten Weltkriegs ab 1941 beim wiederum von Packard als Packard V-1650 in Lizenz gebauten britischen Flugmotor Rolls-Royce Merlin mit stehenden Zylindern verwendet.

## Varianten

### Mit stehenden Zylindern
- Liberty L-4 – 4-Zylinder-Reihenmotor, nicht in Serie gebaut
- Liberty L-6 – 6-Zylinder-Reihenmotor, nur drei Motoren hergestellt
- Liberty L-8 – 8-Zylinder-V-Motor, nur in kleiner Serie von 100 Motoren hergestellt
- Liberty L-12 – 12-Zylinder-V-Motor, Hauptserienversion, insgesamt 20.478 hergestellt

### Mit hängenden Zylindern
- Liberty L-12A bzw. Packard V-1650 – Von Packard hergestellte Version des L-12 mit hängenden Zylindern

## Anwendungen

### Liberty L-6
Die einzigen drei gebauten Sechszylinder-Reihenmotoren Liberty L-6 wurden nicht vom Army Air Corps übernommen, sondern vom Konstrukteur William Christmas für Testflüge seiner „Christmas Bullet“ genannten glücklosen (und daher auch nicht in Serie gebauten) Jagdmaschine verwendet, wobei zwei der Sechszylinder-Reihenmotoren bei Abstürzen dieser Versuchsmaschine zerstört wurden.

### Liberty L-8
Die etwa 100 gebauten Achtzylinder-Motoren Liberty L-8 wurden vor allem in De Havilland D.H.4 und anderen Maschinen eingebaut und erprobt, wobei diese sich als nicht leistungsstark genug erwiesen und vom L-12 ersetzt wurden.

### Liberty L-12
Mit Liberty-L-12-Motoren ausgerüstet wurden etwa die in Nordamerika gefertigten De Havilland D.H.4, Douglas M-2 und die Curtiss Falcon. Der erste Atlantikflug wurde mit einer Curtiss NC ausgeführt, die ebenfalls mit Liberty-L-12-Motoren ausgerüstet war.
Außerdem wurden nach dem Ersten Weltkrieg viele Liberty-V12-Motoren für den Marine-Einsatz in Rennbooten verwendet. Der Motor wurde im Zweiten Weltkrieg noch im mittleren Panzer „Centaur“ verbaut, weil Rolls-Royce seinen 600-PS-Meteor-Motor nicht in ausreichender Stückzahl liefern konnte.

### Packard V-1650
Die Version Packard V-1650 mit hängenden Zylindern kam beispielsweise im Amphibienflugzeug Loening OL zum Einsatz. Die Bezeichnung geht auf den Hubraum (in Kubikzoll) zurück.

## Lizenzversionen
- Großbritannien: Lizenzbau als Nuffield Liberty, Einsatz als Panzermotor, der Motor erwies sich jedoch für diesen Zweck außer bei leichten Panzern als nicht leistungsstark genug und auch als nicht immer zuverlässig.
- UdSSR: Lizenzbau von 1924 bis 1932 als M-5 im Moskauer Werk Nr. 24 in 2725 Exemplaren, Einsatz als Flug- und Panzermotor, hauptsächlich im Mehrzweckflugzeug R-1[2] und den Panzern der BT-Serie bis einschließlich des BT-5.

## Technische Daten
Liberty L-12 (Serienversion)
- Bauart:Viertakt-Ottomotor
- Kühlung: Wasser, Zwangsumlauf
- Zylinderanordnung: V12, Bankwinkel 45°
- Ventilsteuerung: eine obenliegende Nockenwelle pro Zylinderbank (OHC)
- Ventile: zwei pro Zylinder
- Hubraum: 27.039 cm³ (1650 cuin)
- Bohrung: 127 mm
- Hub: 178 mm
- Leistung:
  - Dauerleistung: 340 PS bei 1400/min
  - Steigleistung: 408 PS bei 1700/min
  - Startleistung: 448 PS bei 2000/min
- Leistungsgewicht: 0,87 kW/kg (0,53 hp/lb)
- Gewicht (trocken): 383 kg

Liberty L-8 (nur 100 Exemplare)
- Bauart:Viertakt-Ottomotor
- Kühlung: Wasser, Zwangsumlauf
- Zylinderanordnung: V8, Bankwinkel 45°
- Ventilsteuerung: eine obenliegende Nockenwelle pro Zylinderbank (OHC)
- Ventile: zwei pro Zylinder
- Hubraum: 18.009 cm³ (18 l bzw. 1099 cuin)
- Bohrung: 127 mm
- Hub: 178 mm
- Leistung:
  - Dauerleistung: ?
  - Steigleistung: ?
  - Startleistung: 290 PS bei 1700/min
- Leistungsgewicht: 1 kg/PS
- Gewicht (trocken): 290 kg (638 lb)